# Togo tchécoslovaque

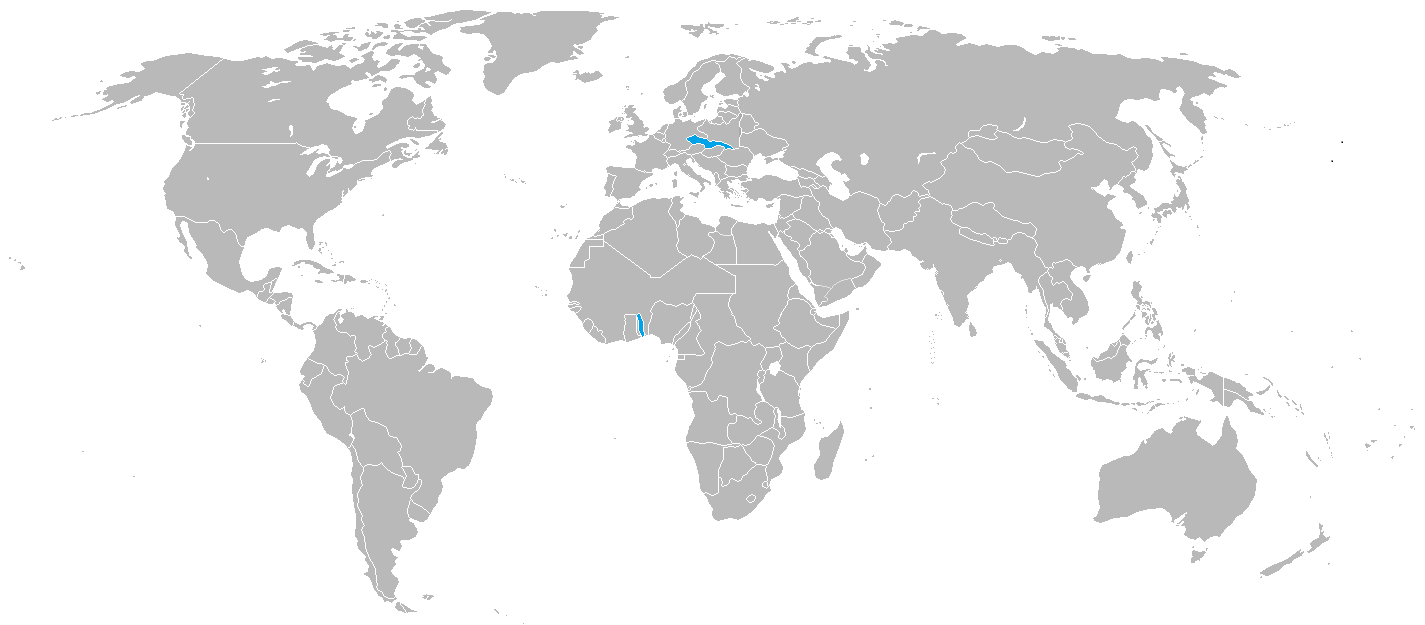
La Tchécoslovaquie et le Togo sur la carte du monde durant l'entre-deux-guerres.

Le Togo tchécoslovaque (Československé Togo) aurait été une colonie tchécoslovaque localisée au Togo, en Afrique de l'Ouest. Proposée, cette idée n'a jamais été concrétisée. On considère généralement que l'auteur de cette idée est l'aventurier tchèque Jan Havlasa (cs) ; bien qu'elle soit parfois aussi attribuée à l'orientaliste tchèque Alois Musil ou à l'explorateur Emil Holub,. 
Quoi qu'il en soit, les documents officiels de l'époque ne mentionnent en aucune façon la possibilité que la région du Togo tombe sous l'administration de la Tchécoslovaquie nouvellement créée, de sorte que l'idée d'un territoire tchécoslovaque d'outre-mer n'est considérée que comme une sorte de « souhait » de certains habitants plutôt que comme un fait historique. Après la guerre, le Togo fut divisé entre la France et le Royaume-Uni.

## Histoire
L'idée d'établir une colonie tchécoslovaque est apparue après la fin de la Première Guerre mondiale, lors de la Conférence de paix de Paris. Il fut décidé, entre autres, que l'Empire allemand serait dépouillé de ses territoires d'outre-mer, qui comprenaient l'actuel Togo, alors connu sous le nom de Togoland. En 1919, Havlasa a publié une brochure intitulée Les colonies tchèques d'outre-mer (České kolonie zámořské) dans laquelle il identifie le Togo comme étant le territoire le plus approprié pour la colonisation,. L'une des raisons pour lesquelles cette région particulière était identifiée comme pouvant devenir une colonie tchécoslovaque était le fait que la population togolaise dans l'ancienne colonie allemande en 1912 était d'un peu plus d'un million d'habitants et que sa surface valait environ un tiers de la Tchécoslovaquie (140 446 km² pour la Tchécoslovaquie au moment de sa création contre 56 789 km² pour le Togo), et qu'il avait donc été  jugé que les autorités tchécoslovaques n'auraient aucun problème à administrer le territoire. L'administration aurait dû en être confiée aux légions tchécoslovaques, des troupes expérimentées revenant de Sibérie à travers les océans Pacifique et Atlantique ; tandis que le Togo disposait de plus encore d'une administration et d'un ordre coloniaux partiels hérités des Allemands, lesquels étaient familiers aux Tchèques, qui avaient vécu dans la région allemande pendant plusieurs siècles.

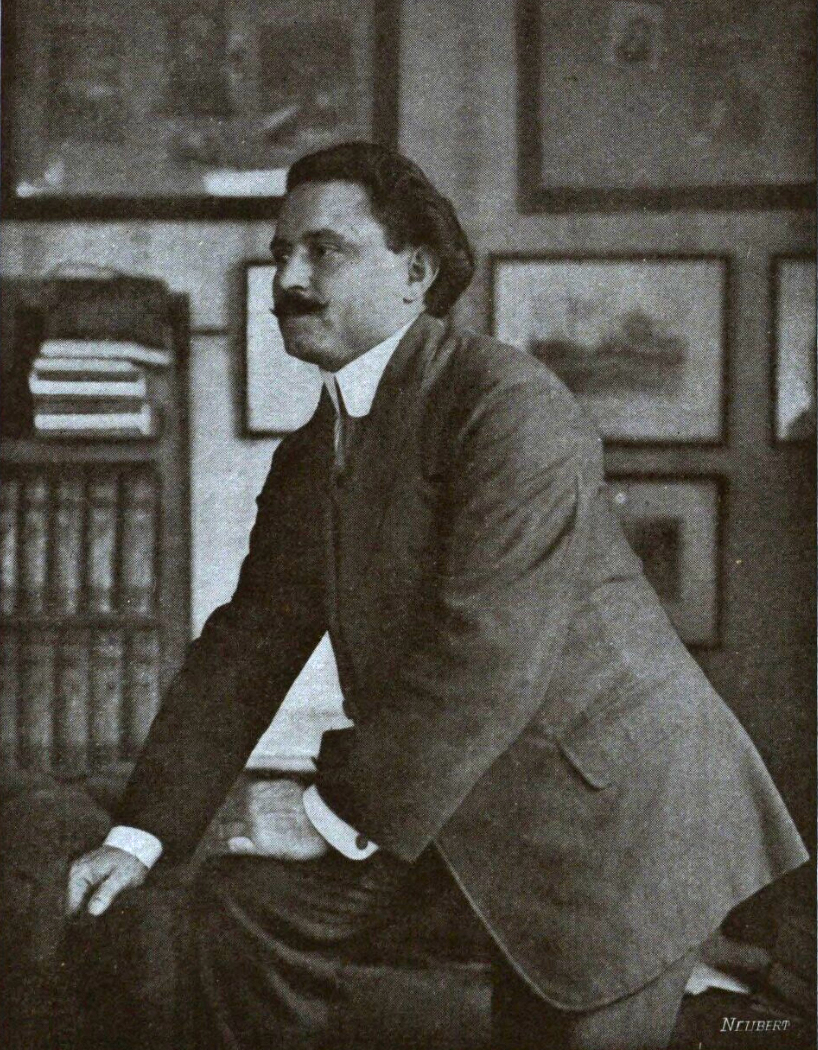
Jan Havlasa avait également l'idée que la Tchécoslovaquie pourrait participer à la colonisation de la Nouvelle-Guinée[6].
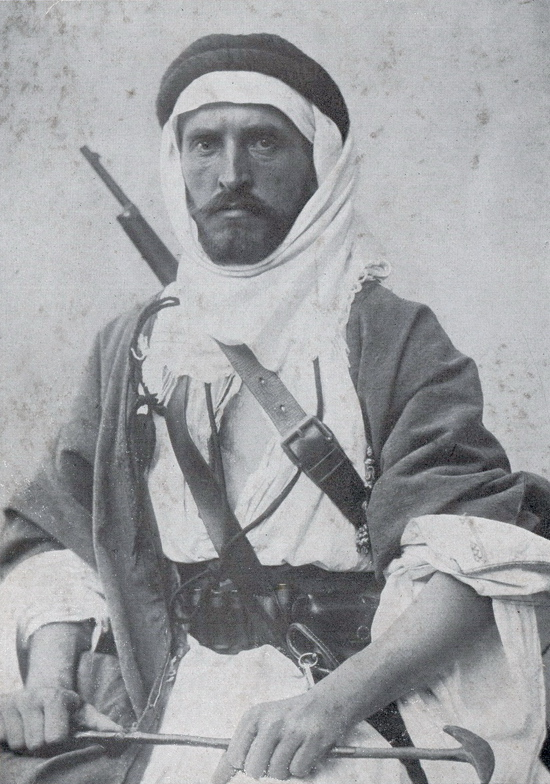
Alois Musil, avec Jan Havlasa, fut l'un des principaux promoteurs de l'engagement du gouvernement tchécoslovaque dans la politique étrangère[7].

## Administration possible
Si le Togo était effectivement devenu une colonie de la Tchécoslovaquie à cette époque, on pensait que le minerai de fer et d'autres marchandises telles que le cacao, le café, le millet et le cuir auraient pu être exportés vers le port tchécoslovaque en Allemagne, ce qui semblait être un grand avantage pour les usines tchécoslovaques. Certains voyageurs, comme Vilém Němec, ont eu l'idée que de grandes entreprises comme Škoda ou ČKD pourraient s'impliquer dans la colonie et y construire leurs usines, utilisant ainsi la main-d'œuvre locale. D'autres partisans de l'idée envisageaient que la population locale soit éduquée avec l'aide d'enseignants tchèques, à l'instar de ce qui avait été fait en Transcarpatie. Au Togo, les Tchécoslovaques rencontreront également pour la première fois des maladies typiques du continent africain, comme la maladie du sommeil, la fièvre jaune et le paludisme.

## Timbres-poste allemands
Il existe des cas où des surimpressions du sigle Č.S.P. (Poste tchécoslovaque) apparaissent sur les timbres coloniaux allemands du Togo. L'origine de cette modification est inconnue, il pourrait s'agir d'une modification privée effectuée par un auteur inconnu sur certains des timbres allemands excédentaires.